# Sawubona
 (mars 2023).
Si vous disposez d'ouvrages ou d'articles de référence ou si vous connaissez des sites web de qualité traitant du thème abordé ici, merci de compléter l'article en donnant les références utiles à sa vérifiabilité et en les liant à la section « Notes et références ».
Sawubona est un magazine inflight mensuel édité par la compagnie aérienne sud-africaine South African Airways pour être distribué gratuitement à bord de ses avions de ligne pendant leurs vols passagers.